# Slonim
Slónim (en bielorruso: Сло́нім; en ruso: Сло́ним; en polaco: Słonim) es una ciudad subdistrital de Bielorrusia, centro administrativo del raión de Slónim en la provincia de Grodno.
En 2017, la localidad tenía una población de 49 513 habitantes. Es la tercera ciudad más poblada de la provincia, después de Grodno y Lida.
Se ubica en la confluencia de los ríos Scara e Isa, unos 40 km al oeste de Baránavichi y 143 km al sureste de la capital provincial Grodno.

## Historia
El 14 de noviembre de 1941, fuerzas nazis de Alemania en el marco de la operación barbarroja como invasión de la Unión Soviética asesinaron a más de 9,000 mujeres y hombres judíos en solo 1 día.

## Deportes
- FC Kommunalnik Slonim